# Jordi Juan Raja
Jordi Juan Raja (Hospitalet de Llobregat, 13 de agosto de 1963) es un periodista español. Desde el 1 de marzo de 2020 es director de La Vanguardia. 

## Biografía
Jordi Juan es licenciado en Ciencias de la Información por la Universidad Autónoma de Barcelona en 1987. Cursó estudios de doctorado en la Facultad de Ciencias de la Información Blanquerna, de la Universidad Ramon Llull de Barcelona. En la década de 1980, ejerció como redactor de Diario de Barcelona, Avui, El Periódico de Catalunya, El País, El Observador de la Actualidad y La Vanguardia. En 2000 es nombrado redactor jefe de Sociedad y Vivir y en 2002, subdirector de información del diario, hasta 2007, momento en que fue ascendido a director adjunto de La Vanguardia, cargo que ocupará hasta 2009. Fue director de relaciones institucionales y comunicación de la aerolínea Spanair de 2009 hasta 2012. Desde septiembre de 2011 hasta marzo de 2013 dirigió la agencia de comunicación Intermedia. En abril de 2013 fundó la agencia de comunicación Vitamine. En 2015 vuelve a La Vanguardia como director de contenidos de la edición digital del diario y vicedirector del diario. Jordi Juan fue profesor de redacción periodística en la Facultad de Ciencias de la Comunicación Blanquerna de la Universidad Ramon Llull entre 1997 y 2006.
El 28 de febrero de 2020 el presidente editor del Grupo Godó, Javier Godó, anunció el nombramiento como director de La Vanguardia, nombramiento que fue estatutariamente ratificado por la redacción con un 77 % de votos favorables.